# The Royal Trophy
The Royal Trophy is een golftoernooi tussen een Aziatisch en een Europees team, ieder team heeft acht professional golfers en eventueel een non-playing captain. De formule is matchplay, net als bij de Ryder Cup.
De eerste editie vond plaats in 2006 op initiatief van Severiano Ballesteros, zijn neef Ivan Ballesteros en ondernemer Lincoln Venancio.

Het toernooi bestaat uit twee dagen. 's Ochtend worden er vier partijen four-ball gespeeld, 's middags vier partijen foursomes. De dag erna zijn er acht partijen singles. Er zijn dus zestien punten te verdelen.
Het toernooi zal steeds aan het begin van het jaar gespeeld worden. In 2010 en 2011 wordt het weer in Bangkok gespeeld, daarna zal het beurtelings in Europa en Azië gespeeld worden.
Het prijs is een 16 kilo wegende puur zilveren trofee, gedoneerd door Bhumibol Adulyadej, de koning van Thailand. Er is bovendien $ 1.000.000 prijzengeld voor het winnende team en $ 500.000 voor het verliezende team.
In 2008 werd het toernooi geannuleerd omdat de oudere zuster van de koning net was overleden.

In 2012 eindigde het toernooi in een play-off die door het Aziatische team gewonnen werd.

## Wie ondersteunt de Royal Trophy
Sinds de OneAsia Tour in 2009 werd opgericht, beconcurreren de tours in Azië elkaar. Daarvoor is Guido Loning zelfs een rechtszaak begonnen. De Royal Trophy werd in 2006 en 2007 ondersteund door de Europese Tour, maar die heeft zich daarna teruggetrokken en nu is ervoor gekozen om in 2014 de EurAsia Cup op te richten samen met de Aziatische PGA Tour. De Royal Trophy wordt nu ondersteund door de Japan Golf Tour en de China Golf Association.

## Winnaars
| Jaar | Baan                                        | Winnaar     | Captain               | Stand       | Verliezer   | Captain             |
| ---- | ------------------------------------------- | ----------- | --------------------- | ----------- | ----------- | ------------------- |
| 2006 | Amata Spring Country Club, Bangkok          | Europa      | Severiano Ballesteros | 9 - 7       | Azië        | Masahiro Kuramoto   |
| 2007 | Amata Spring Country Club, Bangkok          | Europa      | Severiano Ballesteros | 12½ - 3½    | Azië        | Noamichi Ozaki      |
| 2008 | Amata Spring Country Club, Bangkok          | geannuleerd | geannuleerd           | geannuleerd | geannuleerd | geannuleerd         |
| 2009 | Amata Spring Country Club, Bangkok          | Azië        | Noamichi Ozaki        | 10 - 6      | Europa      | José María Olazabal |
| 2010 | Amata Spring Country Club, Bangkok          | Europa      | Colin Montgomerie     | 8½ - 7½     | Azië        | Noamichi Ozaki      |
| 2011 | Black Mountain Golf Club Hua Hin, Thailand  | Europa      | Colin Montgomerie     | 9 - 7       | Azië        | Noamichi Ozaki      |
| 2012 | Empire Hotel and Country Club, Brunei       | Azië        | Noamichi Ozaki        | 8 - 8       | Europa      | José María Olazabal |
| 2013 | Dragon Lake Golf Club (Kings Course), China | Europa      | José María Olazabal   | 8½ - 7½     | Azië        | Yong-eun Yang       |
| 2014 | Dragon Lake Golf Club (Kings Course), China |             |                       |             |             |                     |

Europese teams:
- 2006: Thomas Bjørn, Nick Faldo, Kenneth Ferrie, David Howell, Graeme McDowell, Paul McGinley, Henrik Stenson, Ian Woosnam en non-playing captain Severiano Ballesteros
- 2007: Darren Clarke, Johan Edfors, Niclas Fasth, Robert Karlsson, Paul McGinley, Henrik Stenson, Anthony Wall, Lee Westwood en non-playing captain Severiano Ballesteros
- 2009: Nick Dougherty, Johan Edfors, Niclas Fasth, Søren Hansen, Pablo Larrazábal, Paul Lawrie, Paul McGinley Oliver Wilson en non-playing captain José María Olazabal
- 2010: Simon Dyson, Peter Hanson, Robert Karlsson, Søren Kjeldsen, Pablo Martín, Colin Montgomerie (captain), Alexander Norén, Henrik Stenson
- 2011: Fredrik Andersson Hed, Rhys Davies, Johan Edfors, Peter Hanson, Matteo Manassero, Pablo Martín, Colin Montgomerie (captain), Henrik Stenson,
- 2012: Nicolas Colsaerts, Gonzalo Fernández-Castaño, Miguel Angel Jiménez, Edoardo Molinari, Francesco Molinari, Marcel Siem, Henrik Stenson, captain José María Olazabal
- 2013: Nicolas Colsaerts, Stephen Gallacher, David Howell, Paul Lawrie, Thorbjørn Olesen, Alvaro Quiros, Marc Warren, Bernd Wiesberger, non-playing captain José María Olazabal

Aziatische teams:
- 2006: Arjun Atwal, Keiishiro Fukabon, SK Ho, Yasuharu Imano, Thongchai Jaidee, Jyoti Rhandawa, Lian-wei Zhang, Thaworn Wiratchant en non-playing captain Masahiro Kuramoto
- 2007: Tetsuji Hiratsuka, SK Ho, Thongchai Jaidee, Prom Meesawat, Jeev Milkha Singh, Taniguchi, Thaworn Wiratchant, Y.E. Yang en non-playing captain Noamichi Ozaki
- 2009: SK Ho, Ryo Ishikawa, Thongchai Jaidee, Wen-chong Liang, Prayad Marksaeng, Hideto Tanihara, Toru Taniguchi, Charlie Wi en non-playing captain Noamichi Ozaki
- 2010: Gaganjeet Bhullar, Ryo Ishikawa, Thongchai Jaidee, Prayad Marksaeng, Jeev Milkha Singh, Koumei Oda, Wen-chong Liang, Charlie Wi en non-playing captain Noamichi Ozaki
- 2011: Yuta Ikeda, Ryo Ishikawa, Kyung-tae Kim, Wen-Chong Liang, Seung-yul Noh, Jeev Milkha Singh, Shunsuke Sonoda, Thongchai Jaidee en non-playing captain Noamichi Ozaki
- 2012: Kiradech Aphibarnrat, Sang-moon Bae, Yoshinori Fujimoto, Ryo Ishikawa, K.T. Kim, Jeev Milkha Singh, Ashun Wu, Yong-eun Yang, non-playing captain Noamichi Ozaki
- 2013: Kiradech Aphibarnrat, Hiroyuki Fujita, Ryo Ishikawa, Thongchai Jaidee, Hyung-sung Kim, K.T. Kim, Wen-chong Liang, Ashun Wu, non-playing captain Yong-eun Yang